# Hamars
Hamars (Ausspracheⓘ) ist eine ehemalige französische Gemeinde im Département Calvados in der Region Normandie. Am 1. Januar 2016 wurde Hamars im Zuge einer Gebietsreform zusammen mit vier benachbarten Gemeinden als Ortsteil in die neue Gemeinde Thury-Harcourt-le-Hom eingegliedert. Hamars hatte zuletzt 442 Einwohner (Stand: 1. Januar 2013).

## Geografie

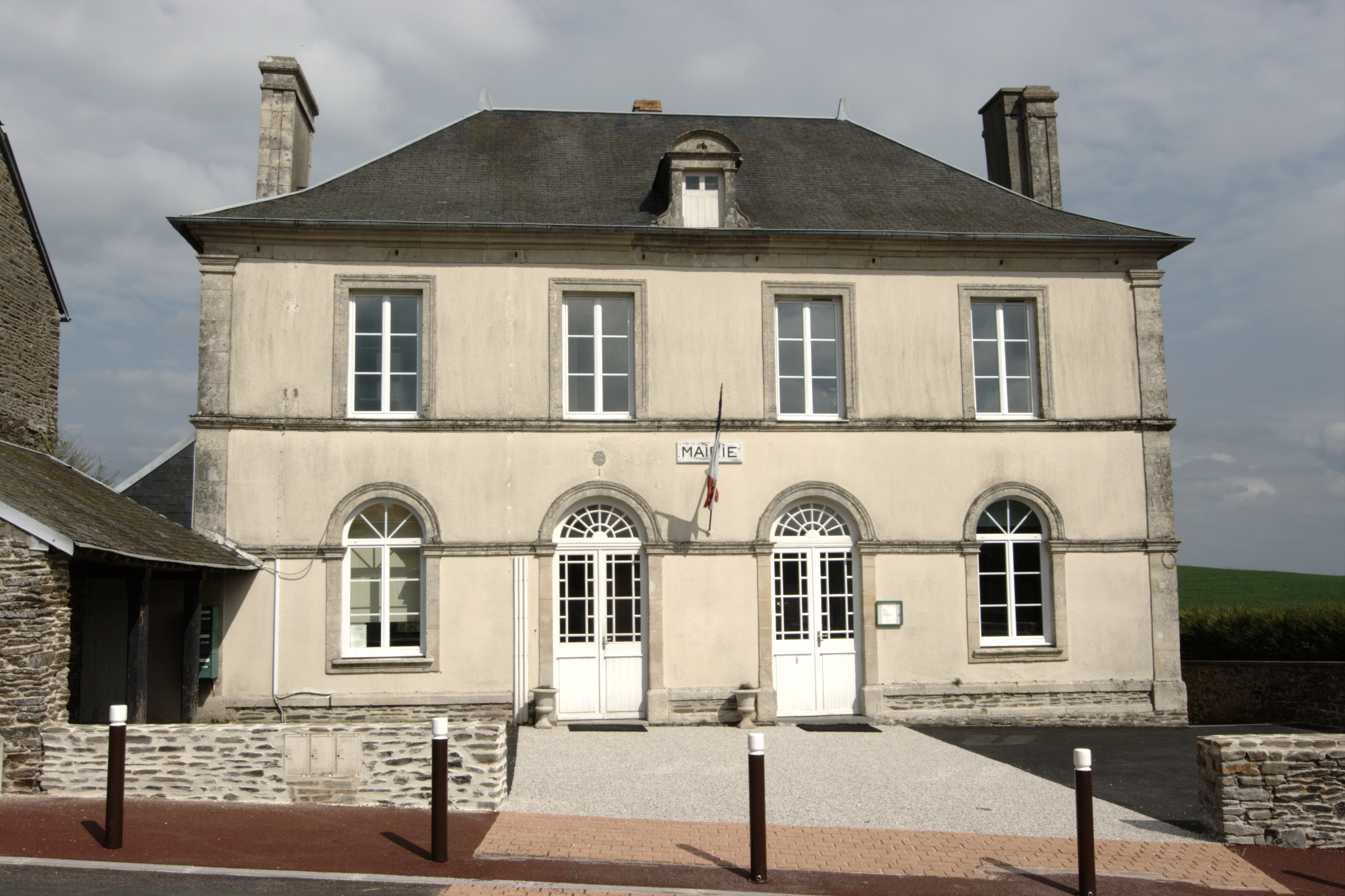
Ehemalige Mairie (Rathaus)

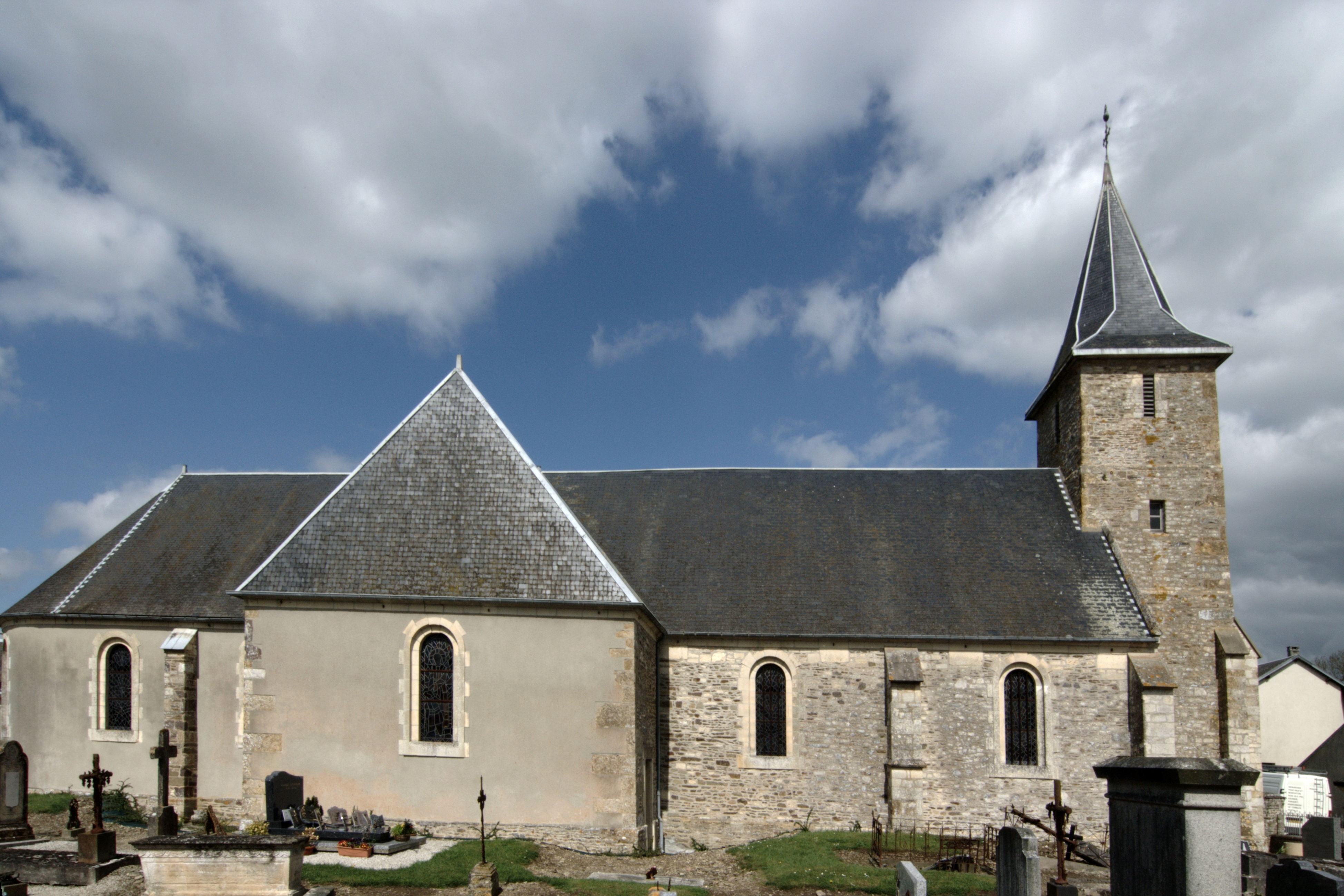
Kirche Notre-Dame

Hamars ist der östlichste Ortsteil von Thury-Harcourt-le-Hom und liegt rund 24 km südwestlich von Caen. Umgeben wird der Ortsteil von Montigny im Norden, La Caine im Nordosten, Curcy-sur-Orne, ebenfalls Ortsteil von Thury-Harcourt-le-Hom, im Osten, Saint-Martin-de-Sallen, ebenfalls Teil von Thury-Harcourt-le-Hom, im Süden, Campandré-Valcongrain im Südwesten, Bonnemaison im Westen sowie Courvaudon in nordwestlicher Richtung.

## Bevölkerungsentwicklung
| Jahr                             | 1793 | 1836 | 1876 | 1926 | 1946 | 1968 | 1990 | 2013 |
| Einwohner                        | 956  | 818  | 735  | 358  | 283  | 232  | 343  | 442  |
| Quelle: Cassini, EHESS und INSEE |      |      |      |      |      |      |      |      |

## Sehenswürdigkeiten
- Kirche Notre-Dame
- Wegkapelle